# Cardiomya ornatissima
Cardiomya ornatissima är en musselart som först beskrevs av d'Orbigny 1842.  Cardiomya ornatissima ingår i släktet Cardiomya och familjen Cuspidariidae. Inga underarter finns listade i Catalogue of Life.